# Périque
 (juillet 2025).

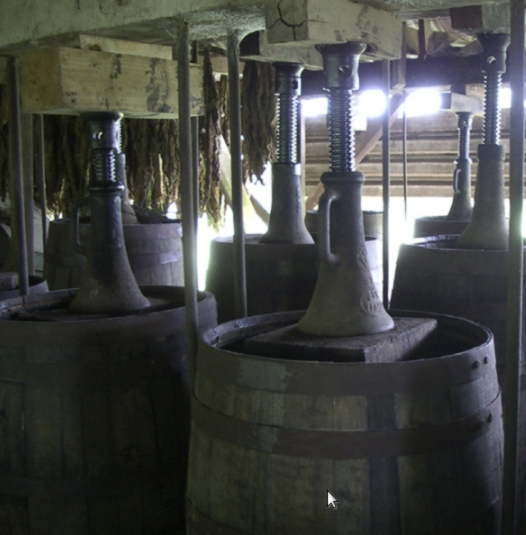
Feuilles de tabac Périque fermentées dans des fûts de bourbon.

Le périque est un type de tabac de la paroisse de Saint-Jacques, en Louisiane, connu pour son puissant arôme fruité. Lorsque les Acadiens se sont installés dans cette région en 1776, les tribus Choctaw et Chickasaw cultivaient une variété de tabac au goût distinctif. On attribue à un fermier du nom de Pierre Chenet la première transformation de ce tabac local en ce qui est maintenant connu sous le nom de Périque en 1824 grâce à la technique à forte intensité de main-d'œuvre de la fermentation sous pression. Selon le Tobacco Institute, le périque est expédié depuis la Nouvelle-Orléans depuis plus de 250 ans et est considéré comme l'une des premières cultures d'exportation américaines.

## Production

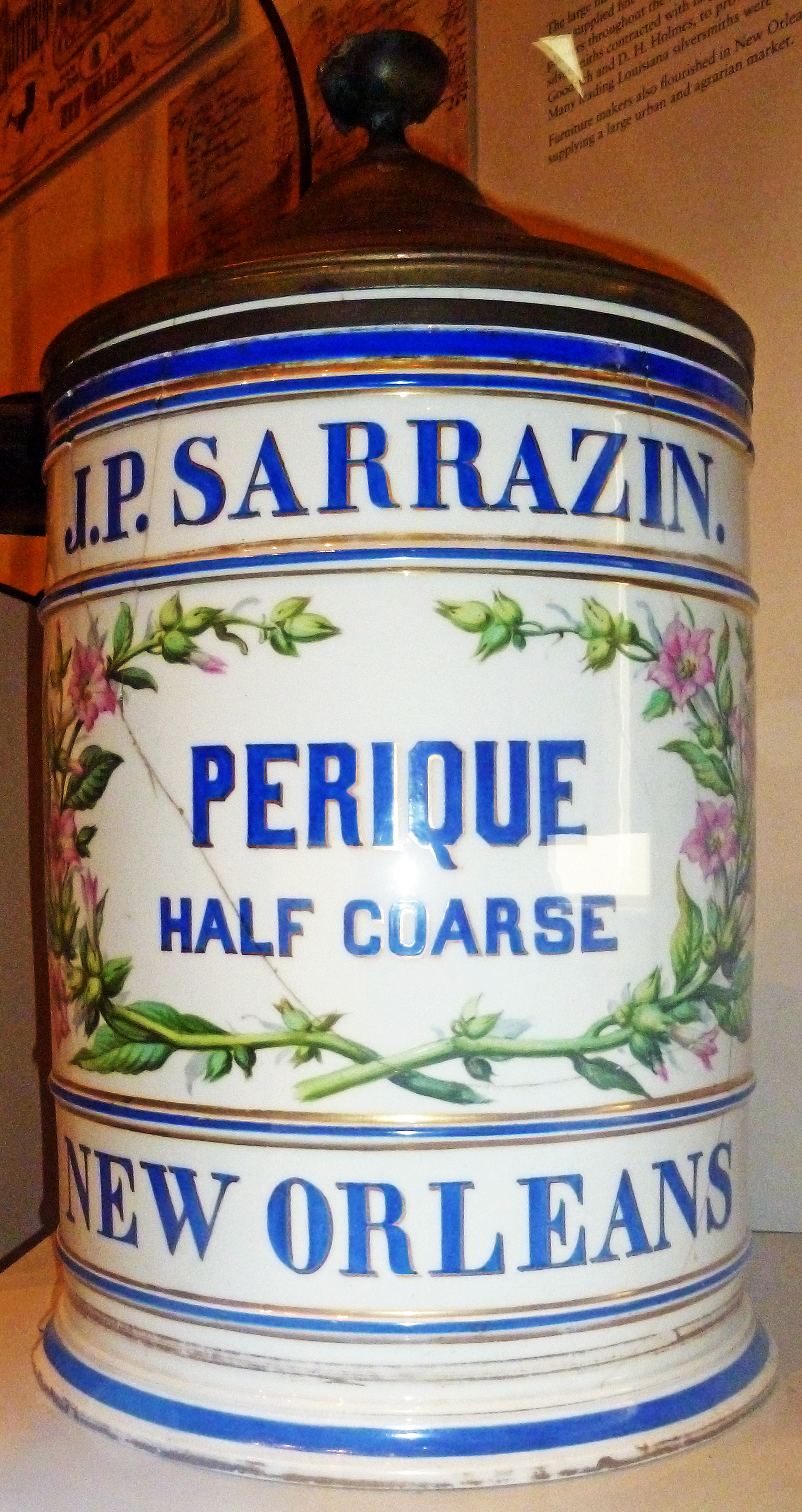
Pot ancien pour distribuer du périque, produit uniquement disponible en Louisiane.

Les plantes de tabac sont maintenues manuellement sans rejet et taillées à exactement 12 feuilles au début de leur croissance. À la fin juin, lorsque les feuilles sont d'un vert foncé et riche et que les plantes mesurent 24 à 30 pouces de hauteur, la plante entière est récoltée en fin de soirée et suspendue pour sécher dans une grange de séchage sans côtés. Une fois que les feuilles ont partiellement séché mais sont encore souples (généralement moins de 2 semaines dans la grange), toute saleté restante est enlevée et les feuilles sont humidifiées avec de l'eau et équeutées à la main. Les feuilles sont ensuite roulées en « torquettes » d'environ 1 livres (453,59237 g) et emballé dans des fûts de whisky hickory. Le tabac est maintenu sous pression à l'aide de blocs de chêne et de vérins à vis massifs, expulsant presque tout l'air des feuilles encore humides. Environ une fois par mois, la pression est relâchée et chacune des torquettes est travaillée à la main pour permettre à un peu d'air de revenir dans le tabac. Après un an de ce traitement, le périque est prêt à être consommé, bien qu'il puisse être conservé frais sous pression pendant de nombreuses années. Une exposition prolongée à l'air dégrade le caractère particulier du périque. Le tabac fini est brun foncé — presque noir — très humide avec un arôme fruité légèrement vinaigré. L'arôme fruité est le résultat de centaines de composés volatils créés par la fermentation anaérobie du tabac. Beaucoup d'entre eux sont responsables des saveurs des fruits et se retrouvent souvent dans le vin.
Souvent considéré comme la truffe des tabacs à pipe par les connaisseurs, le périque est utilisé comme composant de divers mélanges de tabacs à pipe, car beaucoup de gens le considèrent trop fort pour être fumé pur. À une certaine époque, le périque frais et humide était également mâché, mais aucun n'est maintenant vendu à cette fin.
La petite-fille de Pierre Chenet, Coralie Decareau, a épousé Célestin Poche en février 1829, et la famille Poche a été impliquée dans la culture et la transformation du tabac Périque à travers les temps actuels. En mai 2017, le nombre de producteurs plantant du tabac à des fins commerciales dans la paroisse de Saint-James est passé à 25.
Bien qu'il s'agisse traditionnellement d'un tabac à pipe (et toujours disponible chez certains buralistes spécialisés), le périque peut également être trouvé dans les cigarettes au périque de Santa Fe Natural Tobacco Company sous la marque Natural American Spirit dans un mélange d'environ 1 partie pour 5 avec des tabacs plus légers. Ces cigarettes sont commercialisées dans une boîte noire (Perique Rich Robust) et dans une boîte grise (Perique Rich). Le tabac à rouler en vrac est vendu par la même société dans des sachets noirs. Le périque est également présenté dans la gamme de cigares Mysterioso fabriqués par le Connecticut Valley Tobacconist. Mysterioso est disponible avec un véritable emballage d'ombre du Connecticut, un véritable périque de Louisiane vieilli et du tabac hondurien. En 2014, le fabricant de cigares Tabacalera Incorporada, basé aux Philippines, a créé le 1881 Perique. Ces cigares utilisent Louisiana Perique aux côtés du tabac de remplissage brésilien et philippin. À la suite de cela, Tabacalera sort d'autres cigares utilisant du tabac Perique en 2016: le Tabacalera Gran Reserva, le Don Juan Urquijo Perique et le Perique Bold 1881, qui est le même que le Perique 1881 mais fini dans une cape Maduro sombre.

## Liqueur de périque
Le distillateur Ted Breaux distille Perique Liqueur de Tabac, une liqueur de tabac Périque depuis 2006. La liqueur est distillée dans la distillerie Combier à Saumur.

## Autres ressources
- R. Reese Fuller, « Perique, the Native Crop », Louisiana Life,‎ printemps 2003 (lire en ligne)
- L. Aristee Poche, Perique tobacco: Mystery and history, 2002.